# Día del Straight Edge
El Día del Straight Edge es una celebración oficial de los Estados Unidos creada por personas que llevan estilos de vida straight edge. Ha sido celebrado anualmente desde el 17 de octubre de 1999. El acontecimiento original, llamado originalmente Edge Fest, fue celebrado en Boston, Massachusetts. Es más relevante en Boston, pero actualmente son celebrados acontecimientos anuales por particulares en otros estados de EE. UU. como Georgia y California, e internacionalmente en ciudades como Gotemburgo y Londres.
Así también, el día 13 de octubre del día 13 de abril en la Ciudad de México se celebró el Día del Straight Edge por primera vez en este país.

## Historia

### Creación
El primer Día del Straight Edge fue celebrado el 17 de octubre de 1999, en la final del Ten Yard Fight, en el club nocturno Karma en Boston, Massachusetts. El espectáculo incluyó a las bandas Bane, In My Eyes, Reach the sky, y Floorpunch. Este espectáculo marcó el final del renacimiento en los años 90 de la subcultura  "youth crew", pero dio a paso a un capítulo nuevo en el colectivo straight edge al crear una importante celebración en la comunidad.
Desde el acontecimiento inaugural, un espectáculo local ha sido organizado anualmente en Boston para celebrar el Día del Straight Edge. Una de las principales características de la celebración es la organización de espectáculos locales en vivo, principalmente actuaciones de bandas de hardcore que también se identifican como straight edge. Si el 17 de octubre no cae en un fin de semana, los espectáculos del Día del Straight Edge normalmente tienen lugar el sábado anterior o posterior al 17 propiamente dicho.

### 2009
Have Heart tocó su último concierto en Revere, Massachusetts.
El Día del Straight Edge se celebró en Gotemburgo, Suecia.

### 2011
Una celebración del Día del Straight Edge tuvo lugar en Atlanta, Georgia. Entre las bandas que actuaron se incluyeron Mindset, Foundation y Break Away.
El primer Día del Straight Edge en el Reino Unido desde 2004 tuvo lugar en Londres.

### 2012
El primer Día del Straight Edge reconocido de la Costa Oeste tuvo lugar en Santa Ana, California.
El segundo espectáculo del Día del Straight Edge en Reino Unido tuvo lugar en Londres en el Brixton Jamm Bar.

### 2015
El Día del Straight Edge fue celebrado en Londres en el DIY Space for London.
En Kuala Lampur, Malasia se celebró en el espacio punk Rumah Api.
El Día del Straight Edge fue celebrado en el THE HARDCORE STADIUM en Cambridge, Massachussets los días 16, 17 y 18 de octubre. Entre las bandas que tocaron se encontraban Stop and Think, Invasion y Mindset.